# Heliothodes macromacula
Heliothodes macromacula är en fjärilsart som beskrevs av Embrik Strand. Heliothodes macromacula ingår i släktet Heliothodes och familjen nattflyn. Inga underarter finns listade i Catalogue of Life.